# Susse Budde
Susse Budde (født 26. juli 1973 i Dallas, Texas) er en amerikansk skuespiller. Hun har bl.a. gæsteoptrædet i Lost, NCIS og Two and a Half Men.